# Casus sancti Galli (continuatio)
La Continuatio dei Casus sancti Galli ("Continuazione delle Cronache di San Gallo") è l'opera più conosciuta di Eccardo IV di San Gallo, scritta in latino tra il 1047 e il 1057 circa. Si tratta di una cronaca dell'abbazia di San Gallo dall'anno 883 fino al 972; è una diretta continuazione dei Casus sancti Galli iniziati dall'abate Ratperto nel IX secolo.

## Contenuti e stile
I Casus sancti Galli sono un'opera cronachistica che racconta la storia dell'abbazia di San Gallo a partire dalla sua fondazione. È stata scritta nel corso di più secoli da diverse mani, fino all'ultima continuazione del XIV secolo. Il primo autore, l'abate Ratperto, aveva interrotto la propria narrazione all'anno 883, con la visita dell'imperatore Carlo III il Grosso a San Gallo, che era stata anche lo stimolo principale per iniziare la scrittura dell'opera. Questo primo nucleo dei Casus descrive in modo lineare le origini altomedievali del monastero, con l'arrivo di san Gallo, la fondazione, la successione degli abati e i rapporti conflittuali con l'esterno.
Eccardo IV prosegue la storia dell'abbazia fino all'anno 972, quando Ottone I e la moglie Adelaide si recano a San Gallo. Il terminus post quem per la scrittura della cronaca è il 1047, ricavabile dal riferimento alla canonizzazione di santa Viborada; il terminus ante quem è invece la morte dell'autore, avvenuta poco dopo il 1057. Lo stile cambia molto rispetto a quello del predecessore; infatti, Eccardo dedica largo spazio ad aneddoti e dinamiche interne alla comunità, conferendo all'opera un certo prestigio letterario. C'è inoltre una tendenza all'uso di dialoghi, che rendono la narrazione più dinamica e vivace. Per fare ciò, Eccardo si serve sia di testi circolanti nell'abbazia che di resoconti orali su episodi rimasti nella memoria dei monaci.
Nel prologo dell'opera, Eccardo sostiene di aver proseguito il lavoro di Ratperto su iniziativa di alcuni confratelli che lo hanno convinto, ma la motivazione di fondo sembra essere il malcontento suo e di altri monaci per la riforma monastica introdotta dall'abate Norberto negli anni '30 dell'XI secolo. Infatti l'autore insiste molto sugli anni felici del monastero, contrapponendoli al presente caratterizzato dall'imposizione della riforma. L'epoca d'oro della comunità viene descritta con ammirazione da parte di Eccardo, che si sofferma sul notevole sviluppo culturale incentivato da figure autorevoli quali Notker, Tuotilo e Ratperto: negli anni della loro attività viene dato un impulso all'arte, alla poesia, alla musica, all'attività dello scriptorium e all'istruzione.
Dopo l'incendio doloso del 937 comincia una fase di riassestamento, con la ricerca di aiuti e finanziamenti e il ritorno all'ordine. In un simile contesto crescono e poi operano i monaci della generazione precedente a quella di Eccardo, come il suo maestro Notker III ed Eccardo II.
L'intera opera, più che descrivere i fatti dell'abbazia, sembra voler rendere omaggio alla comunità sangallese, celebrandone il passato ammirevole. La lettura di questo testo doveva creare un senso di comunione e fratellanza tra i monaci; uno dei successivi continuatori della cronaca, Corrado di Fabaria, afferma infatti che i Casus sancti Galli venivano letti e ascoltati in pubblico. Un altro elemento di conferma può essere la circolazione dell'opera esclusivamente entro i confini del monastero.

## Continuatori dell'opera
Gli studiosi si sono domandati se la continuatio di Eccardo IV sia rimasta incompiuta o se la conclusione risponda alla volontà autoriale di chiudere il testo in modo parallelo a quello di Ratperto, con l'arrivo dell'imperatore a San Gallo con la propria famiglia. Si è ipotizzato che fosse una scelta consapevole, per evitare di parlare del periodo contemporaneo in toni eccessivamente aspri; l'idea più diffusa però è che l'autore non abbia potuto completare il suo resoconto a causa di una malattia o della morte.
Dopo Eccardo, i Casus sancti Galli sono stati proseguiti da alcuni compilatori anonimi che hanno integrato le informazioni fino all'anno 1203. Successivamente, nel XIII secolo, Corrado di Fabaria ha portato avanti il lavoro fino agli eventi del 1234. Egli è stato l'ultimo monaco a scrivere in latino: dopo di lui, Christian Kuchimeister ha voluto espandere la cronaca fino all'anno 1329, ma scrivendo in lingua tedesca.

## Manoscritti
I Casus sancti Galli sono conservati complessivamente in nove manoscritti, tre dei quali non contengono la continuatio di Eccardo (i mss. Sang. 267, Sang. 613 e Sang. 614):
- San Gallo, Stiftsbibliothek 267 (IX-X secolo);
- San Gallo, Stiftsbibliothek 610 (seconda metà del XV secolo);
- San Gallo, Stiftsbibliothek 611 (metà XVI secolo);
- San Gallo, Stiftsbibliothek 612 (XV secolo);
- San Gallo, Stiftsbibliothek 613 (1526);
- San Gallo, Stiftsbibliothek 614 (IX-X secolo);
- San Gallo, Stiftsbibliothek 615 (fine XII - inizio XIII secolo);
- San Gallo, Kantonsbibliothek, Vadianische Sammlung 69 (XV secolo, prima del 1495);
- San Gallo, Kantonsbibliothek, Vadianische Sammlung 70 (metà XV secolo).[19]

### Edizioni
- M. Goldast, Liber de casibus monasterii S. Galli in Alamannia, in Alamannicarum rerum scriptores aliquot vetusti, vol. I, Francoforte 1606, pp. 35-109.
- I. von Arx, Casus s. Galli, in Monumenta Germaniae Historica. Scriptores, vol. II, Hannover 1829, pp. 75-147.
- G. Meyer von Knonau, Ekkeharti IV. Casus Sancti Galli. St. Gallische Geschichtsquellen III, San Gallo 1877.
- H.F. Haefele, Ekkehard IV. St. Galler Klostergeschichten. Ausgewählte Quellen zur deutschen Geschichte des Mittelalters, vol. 10, Darmstadt 1980.
- G.C. Alessio, Cronache di San Gallo, Torino 2004.
- H.F. Haefele - E. Tremp, Ekkehart IV. St. Galler Klostergeschichten (Casus sancti Galli). Monumenta Germaniae Historica. Scriptores rerum Germanicarum 82, Wiesbaden 2020.